# Taça de Portugal 1960/61
Die Taça de Portugal 1960/61 war die 21. Austragung des portugiesischen Pokalwettbewerbs. Er wurde vom portugiesischen Fußballverband ausgetragen. Das Finale fand am 9. Juli 1961 im Estádio das Antas von Porto statt. Pokalsieger wurde der Leixões SC, der sich im Finale gegen den FC Porto durchsetzte. Der Sieger qualifizierte sich zudem für den Europapokal der Pokalsieger 1961/62.
Bis zum Halbfinale wurden alle Begegnungen in Hin- und Rückspiel ausgetragen. Bei Gleichstand in den beiden Spielen gab es ein Entscheidungsspiel.

## Teilnehmende Teams
| Primeira Divisão (14) | Segunda Divisão (28) | Distrikte (2)                                                    |
| --- | --- | ---------------------------------------------------------------- |
| - Académica de Coimbra - Atlético CP - FC Barreirense - Belenenses Lissabon - Benfica Lissabon - Sporting Braga - SC Covilhã - GD da CUF Barreiro - Leixões SC - Lusitano GC Évora - FC Porto - SC Salgueiros - Sporting Lissabon - Vitória Guimarães | - Alhandra SC - SC Beira-Mar - Benefica e Castelo Branco - Boavista Porto - CD Beja - Caldas SC - GD Chaves - GD Estoril Praia - SC Farense - CD Feirense - Gil Vicente FC - Juventude Évora - Lusitano VRSA - AC Marinhense - CD Montijo - SC Olhanense - SL Olivais - UD Oliveirense - Clube Oriental de Lisboa - GD Peniche - Portimonense SC - SG Sacavenense - AD Sanjoanense - SC União Torreense - União de Coimbra - União de Montemor - SC Vianense - Vitória Setúbal | - União Madeira (Madeira) - Sporting Lourenço Marques (Mosambik) |

## 1. Runde
Die Hinspiele fanden am 29. Januar und 14. Februar 1960 statt, die Rückspiele am 26. Februar 1960.
|                    | Gesamt |                           | Hinspiel | Rückspiel |
| ------------------ | ------ | ------------------------- | -------- | --------- |
| União de Coimbra   | 1:7    | Vitória Guimarães         | 0:4      | 1:3       |
| União de Montemor  | 4:8    | SC Beira-Mar              | 2:0      | 2:8       |
| SC Vianense        | 2:8    | Belenenses Lissabon       | 1:4      | 1:4       |
| Vitória Setúbal    | 5:0    | GD Estoril Praia          | 3:0      | 2:0       |
| SC União Torreense | 1:3    | SG Sacavenense            | 1:0      | 0:3       |
| SC Covilhã         | 2:4    | SC Olhanense              | 1:1      | 1:3       |
| GD Chaves          | 4:1    | SL Olivais                | 4:0      | 0:1       |
| Portimonense SC    | 3:5    | AD Sanjoanense            | 1:1      | 2:4       |
| Sporting Braga     | 7:4    | Lusitano VRSA             | 4:2      | 3:2       |
| Alhandra SC        | 2:6    | Leixões SC                | 2:2      | 0:4       |
| Boavista Porto     | 7:2    | CD Beja                   | 5:0      | 2:2       |
| UD Oliveirense     | 2:3    | Benefica e Castelo Branco | 2:0      | 0:3       |
| GD Peniche         | 02:10  | GD da CUF Barreiro        | 1:5      | 1:5       |
| SC Salgueiros      | 03:10  | Benfica Lissabon          | 2:3      | 1:7       |
| Caldas SC          | 3:1    | Clube Oriental de Lisboa  | 2:0      | 1:1       |
| CD Montijo         | 7:2    | Juventude Évora           | 6:0      | 1:2       |
| AC Marinhense      | 3:4    | SC Farense                | 2:1      | 1:3       |
| FC Barreirense     | 5:3    | Académica de Coimbra      | 4:2      | 1:1       |
| FC Porto           | 5:2    | Lusitano GC Évora         | 3:0      | 2:2       |
| CD Feirense        | 6:3    | Gil Vicente FC            | 5:1      | 1:2       |
| Atlético CP        | 0:4    | Sporting Lissabon         | 0:2      | 0:2       |

## 2. Runde
Die Hinspiele fanden am 26. März 1961 statt, die Rückspiele am 16. April 1961.
Freilos: Sporting Lissabon
|                     | Gesamt |                           | Hinspiel | Rückspiel |
| ------------------- | ------ | ------------------------- | -------- | --------- |
| CD Feirense         | 1:9    | GD da CUF Barreiro        | 1:2      | 0:7       |
| FC Barreirense      | 1:1    | Sporting Braga            | 1:0      | 0:1       |
| Boavista Porto      | 02:10  | FC Porto                  | 2:7      | 0:3       |
| Leixões SC          | 3:2    | Caldas SC                 | 2:1      | 1:1       |
| GD Chaves           | 5:4    | AD Sanjoanense            | 4:1      | 1:3       |
| Vitória Setúbal     | 6:1    | Benefica e Castelo Branco | 5:0      | 1:1       |
| Vitória Guimarães   | 1:1    | CD Montijo                | 1:0      | 0:1       |
| Benfica Lissabon    | 12:10  | SC Olhanense              | 8:1      | 4:0       |
| SG Sacavenense      | 6:3    | SC Farense                | 3:1      | 3:2       |
| Belenenses Lissabon | 11:10  | SC Beira-Mar              | 7:0      | 4:1       |

### Entscheidungsspiele
|                   | Ergebnis |                |
| ----------------- | -------- | -------------- |
| FC Barreirense    | 1:2      | Sporting Braga |
| Vitória Guimarães | 2:1      | CD Montijo     |

## Achtelfinale
Die Hinspiele fanden am 7. Mai 1961 statt, die Rückspiele am 1. Juni 1961.
Freilos: Belenenses Lissabon
|                    | Gesamt |                   | Hinspiel | Rückspiel |
| ------------------ | ------ | ----------------- | -------- | --------- |
| GD da CUF Barreiro | 2:8    | FC Porto          | 2:5      | 0:3       |
| GD Chaves          | 3:3    | SG Sacavenense    | 3:0      | 0:3       |
| Sporting Braga     | 01:15  | Sporting Lissabon | 1:6      | 0:9       |
| Vitória Guimarães  | 2:5    | Leixões SC        | 0:1      | 2:4       |
| Benfica Lissabon   | 4:5    | Vitória Setúbal   | 3:1      | 1:4       |

### Entscheidungsspiel
|           | Ergebnis |                |
| --------- | -------- | -------------- |
| GD Chaves | 3:4      | SG Sacavenense |

## Viertelfinale
Die Teams von Madeira und Mosambik stiegen in dieser Runde ein. Die Hinspiele fanden am 10. und 18. Juni 1961 statt, die Rückspiele am 18. und 22. Juni 1961.
|                           | Gesamt |                     | Hinspiel | Rückspiel |
| ------------------------- | ------ | ------------------- | -------- | --------- |
| Leixões SC                | 6:1    | União Madeira       | 3:1      | 3:0       |
| SG Sacavenense            | 03:14  | FC Porto            | 1:5      | 2:9       |
| Sporting Lissabon         | 4:2    | Vitória Setúbal     | 4:1      | 0:1       |
| Sporting Lourenço Marques | 2:8    | Belenenses Lissabon | 1:4      | 1:4       |

## Halbfinale
Die Hinspiele fanden am 24. Juni 1961 statt, die Rückspiele am 2. und 3. Juli 1961.
|                     | Gesamt |            | Hinspiel | Rückspiel |
| ------------------- | ------ | ---------- | -------- | --------- |
| Belenenses Lissabon | 3:5    | Leixões SC | 2:3      | 1:2       |
| Sporting Lissabon   | 3:5    | FC Porto   | 2:1      | 1:4       |

## Finale
| Paarung        | Leixões SC – FC Porto |
| Ergebnis       | 2:0 (0:0) |
| Datum          | 9. Juli 1961 |
| Stadion        | Estádio das Antas, Porto |
| Schiedsrichter | Décio Freitas |
| Tore           | 1:0 António Fonseca Silva (66.) 2:0 Oliveirinha (69.) |
| Leixões SC     | José Rosas – Mário Ferreira Santos, Eduardo Mendes, Joaquim Pacheco , Jacinto Santos, Raúl Machado – Osvaldo Silva, António Medeiros – Oliveirinha, António Fonseca Silva, Eduardo Gomes Cheftrainer: Filipo Nunez ( Argentinien)            |
| FC Porto       | Acúrcio Carrelo – Virgílio Mendes , Miguel Arcanjo, António Barbosa – Ivan Palmeira, António Monteiro da Costa, Hernâni Silva – Carlos Duarte, Fernando Perdigão, Noé Castro, Serafim Pereira Cheftrainer: Francisco Reboredo ( Argentinien) |